# ISO 3166-1 alpha-3
ISO 3166-1 alpha-3 là mã hiệu quốc gia chứa 3 ký tự được định nghĩa ở ISO 3166-1, một phần của chuẩn hóa (standardization) ISO 3166 được xuất bản bởi Tổ chức tiêu chuẩn hóa quốc tế (ISO), để thể hiện quốc gia, danh sách lãnh thổ phụ thuộc, và một số khu vực địa lý đặc biệt khác.
Có bảng mã khác có nhiều điểm khác biệt so với bảng chuẩn (IOC), ba ký tự tiêu biểu cho mã quốc gia và chùm ký tự này sẽ đại diện cho các vận động viên trong các kì Thế vận hội. Mỗi chùm ký tự đại diện cho Ủy ban Olympic của các quốc gia; nhưng cũng có thể trong các sự kiện quá khứ nó được dùng để đại diện cho liên hiệp các quốc gia hay tập thể cá nhân không đại diện cho bất kì một quốc gia nào. Trong một số tổ chức thể thao khác, chẳng hạn FIFA hay Liên đoàn Thịnh vượng chung Anh, dùng ký hiệu giống với bảng này.

## Danh sách các mã theo từng quốc gia (viết theotiếng Anh)
- A
- B
- C
- D–E
- F
- G
- H–I
- J–K
- L
- M
- N
- O–Q
- R
- S
- T
- U–Z

- ABW  Aruba
- AFG  Afghanistan
- AGO  Angola
- AIA  Anguilla
- ALA  Quần đảo Åland
- ALB  Albania
- AND  Andorra
- ARE  CTVQ Ả Rập Thống nhất
- ARG  Argentina
- ARM  Armenia
- ASM  Samoa thuộc Mỹ
- ATA  Nam Cực
- ATF  Các vùng lãnh thổ phía Nam (Pháp)
- ATG  Antigua và Barbuda
- AUS  Úc
- AUT  Áo
- AZE  Azerbaijan
- BDI  Burundi
- BEL  Bỉ
- BEN  Bénin
- BES  Bonaire, Sint Eustatius và Saba
- BFA  Burkina Faso
- BGD  Bangladesh
- BGR  Bulgaria
- BHR  Bahrain
- BHS  Bahamas
- BIH  Bosna và Hercegovina
- BLM  Saint-Barthélemy
- BLR  Belarus
- BLZ  Belize
- BMU  Bermuda
- BOL  Bolivia
- BRA  Brasil
- BRB  Barbados
- BRN  Brunei
- BTN  Bhutan
- BVT  Đảo Bouvet
- BWA  Botswana
- CAF  Cộng hòa Trung Phi
- CAN  Canada
- CCK  Quần đảo Cocos (Keeling)
- CHE  Thụy Sĩ
- CHL  Chile
- CHN  Trung Quốc
- CIV  Bờ Biển Ngà
- CMR  Cameroon
- COD  Cộng hòa Dân chủ Congo
- COG  Cộng hòa Congo
- COK  Quần đảo Cook
- COL  Colombia
- COM  Comoros
- CPV  Cabo Verde
- CRI  Costa Rica
- CUB  Cuba
- CUW  Curaçao
- CXR  Đảo Giáng Sinh
- CYM  Quần đảo Cayman
- CYP  Síp
- CZE  Séc
- DEU  Đức
- DJI  Djibouti
- DMA  Dominica
- DNK  Đan Mạch
- DOM  Cộng hòa Dominica
- DZA  Algérie
- ECU  Ecuador
- EGY  Ai Cập
- ERI  Eritrea
- ESH  Tây Sahara
- ESP  Tây Ban Nha
- EST  Estonia
- ETH  Ethiopia
- FIN  Phần Lan
- FJI  Fiji
- FLK  Quần đảo Falkland
- FRA  Pháp
- FRO  Quần đảo Faroe
- FSM  Liên bang Micronesia
- GAB  Gabon
- GBR  Anh Quốc
- GEO  Gruzia
- GGY  Guernsey
- GHA  Ghana
- GIB  Gibraltar
- GIN  Guinée
- GLP  Guadeloupe
- GMB  Gambia
- GNB  Guiné-Bissau
- GNQ  Guinea Xích Đạo
- GRC  Hy Lạp
- GRD  Grenada
- GRL  Greenland
- GTM  Guatemala
- GUF  Guyane thuộc Pháp
- GUM  Guam
- GUY  Guyana
- HKG  Hồng Kông
- HMD  Đảo Heard và quần đảo McDonald
- HND  Honduras
- HRV  Croatia
- HTI  Haiti
- HUN  Hungary
- IDN  Indonesia
- IMN  Đảo Man
- IND  Ấn Độ
- IOT  Lãnh thổ Ấn Độ Dương thuộc Anh
- IRL  Cộng hòa Ireland
- IRN  Iran
- IRQ  Iraq
- ISL  Iceland
- ISR  Israel
- ITA  Ý
- JAM  Jamaica
- JEY  Jersey
- JOR  Jordan
- JPN  Nhật Bản
- KAZ  Kazakhstan
- KEN  Kenya
- KGZ  Kyrgyzstan
- KHM  Campuchia
- KIR  Kiribati
- KNA  Saint Kitts và Nevis
- KOR  Hàn Quốc
- KWT  Kuwait
- LAO  Lào
- LBN  Liban
- LBR  Liberia
- LBY  Libya
- LCA  Saint Lucia
- LIE  Liechtenstein
- LKA  Sri Lanka
- LSO  Lesotho
- LTU  Litva
- LUX  Luxembourg
- LVA  Latvia
- MAC  Ma Cao
- MAF  Saint-Martin
- MAR  Maroc
- MCO  Monaco
- MDA  Moldova
- MDG  Madagascar
- MDV  Maldives
- MEX  México
- MHL  Quần đảo Marshall
- MKD  Bắc Macedonia
- MLI  Mali
- MLT  Malta
- MMR  Myanmar
- MNE  Montenegro
- MNG  Mông Cổ
- MNP  Quần đảo Bắc Mariana
- MOZ  Mozambique
- MRT  Mauritanie
- MSR  Montserrat
- MTQ  Martinique
- MUS  Mauritius
- MWI  Malawi
- MYS  Malaysia
- MYT  Mayotte
- NAM  Namibia
- NCL  Nouvelle-Calédonie
- NER  Niger
- NFK  Đảo Norfolk
- NGA  Nigeria
- NIC  Nicaragua
- NIU  Niue
- NLD  Hà Lan
- NOR  Na Uy
- NPL  Nepal
- NRU  Nauru
- NZL  New Zealand
- OMN  Oman
- PAK  Pakistan
- PAN  Panama
- PCN  Quần đảo Pitcairn
- PER  Peru
- PHL  Philippines
- PLW  Palau
- PNG  Papua New Guinea
- POL  Ba Lan
- PRI  Puerto Rico
- PRK  Bắc Triều Tiên
- PRT  Bồ Đào Nha
- PRY  Paraguay
- PSE  Palestine
- PYF  Polynésie thuộc Pháp
- QAT  Qatar
- REU  Réunion
- ROU  România
- RUS  Nga
- RWA  Rwanda
- SAU  Ả Rập Xê Út
- SDN  Sudan
- SEN  Sénégal
- SGP  Singapore
- SGS  Nam Georgia và Q.đ. Nam Sandwich
- SHN  Saint Helena, Ascension và T.d.C.
- SJM  Svalbard và Jan Mayen
- SLB  Quần đảo Solomon
- SLE  Sierra Leone
- SLV  El Salvador
- SMR  San Marino
- SOM  Somalia
- SPM  Saint-Pierre và Miquelon
- SRB  Serbia
- SSD  Nam Sudan
- STP  São Tomé và Príncipe
- SUR  Suriname
- SVK  Slovakia
- SVN  Slovenia
- SWE  Thụy Điển
- SWZ  Eswatini
- SXM  Sint Maarten
- SYC  Seychelles
- SYR  Syria
- TCA  Quần đảo Turks và Caicos
- TCD  Tchad
- TGO  Togo
- THA  Thái Lan
- TJK  Tajikistan
- TKL  Tokelau
- TKM  Turkmenistan
- TLS  Đông Timor
- TON  Tonga
- TTO  Trinidad và Tobago
- TUN  Tunisia
- TUR  Thổ Nhĩ Kỳ
- TUV  Tuvalu
- TWN  Đài Loan, Trung Quốc
- TZA  Tanzania
- UGA  Uganda
- UKR  Ukraina
- UMI  Các tiểu đảo xa của Hoa Kỳ
- URY  Uruguay
- USA  Hoa Kỳ
- UZB  Uzbekistan
- VAT  Thành Vatican
- VCT  Saint Vincent và Grenadines
- VEN  Venezuela
- VGB  Quần đảo Virgin thuộc Anh
- VIR  Quần đảo Virgin thuộc Mỹ
- VNM  Việt Nam
- VUT  Vanuatu
- WLF  Wallis và Futuna
- WSM  Samoa
- YEM  Yemen
- ZAF  Cộng hòa Nam Phi
- ZMB  Zambia
- ZWE  Zimbabwe